# Ulrike Tillmann
Ulrike Luise Tillmann FRS is een wiskundige gespecialiseerd in algebraïsche topologie. Zij heeft een belangrijke bijdrage geleverd aan de studie van de moduli-ruimte van algebraïsche krommen. Ze is titulair hoogleraar wiskunde aan de Universiteit van Oxford en een Fellow van Merton College, Oxford. In 2021 werd ze benoemd tot directeur van het Isaac Newton Institute aan de Universiteit van Cambridge en NM Rothschild & Sons Professor of Mathematical Sciences in Cambridge, maar ze bleef een deeltijd functie bekleden in Oxford.

## Opleiding
Tillmann voltooide haar abitur op Gymnasium Georgianum in Vreden. Ze behaalde een BA aan de Brandeis University in 1985, gevolgd door een MA aan de Stanford University in 1987. Ze studeerde voor doctoraat onder begeleiding van Ralph Cohen aan de Stanford University, waar ze in 1990 promoveerde. Ze ontving Habilitatie in 1996 van de Universiteit van Bonn.

## Prijzen en onderscheidingen
In 2004 ontving ze de Whitehead Prize van de London Mathematical Society.
Ze werd verkozen tot Fellow van de Royal Society in 2008  en een Fellow van de American Mathematical Society in 2013. Ze was lid van de raad van de Royal Society en was in 2018 vice-voorzitter. In 2017 werd ze lid van de Duitse Academie van Wetenschappen Leopoldina.
Tillmann ontving in 2008 de Besselprijs van de Alexander von Humboldt-stichting  en was in 2009 de Emmy Noether Lecturer van de Duitse Wiskundige Vereniging.
Tillmann werd in juni 2020 verkozen tot kandidaat-voorzitter van de London Mathematical Society en nam in november 2021 het voorzitterschap over van Jonathan Keating. Ze werd in 2021 verkozen tot lid van de European Academy of Sciences (EurASc). In oktober 2021 werd ze directeur van het Isaac Newton Institute, een functie die vijf jaar duurt.

## Privéleven
Tillmann's ouders zijn Ewald en Marie-Luise Tillmann. In 1995 trouwde ze met Jonathan Morris, met wie ze drie dochters heeft gekregen.

## Publicaties
- Tillmann, Ulrike (1997). On the homotopy of the stable mapping class group. Inventiones Mathematicae 130 (2): 257–275. DOI: 10.1007/s002220050184.
- Galatius, Søren (2009). The homotopy type of the cobordism category. Acta Mathematica 202 (2): 195–239. DOI: 10.1007/s11511-009-0036-9.